# Sydney Twelve
Die Sydney Twelve (deutsch: Sydney-Zwölf) waren zwölf Mitglieder der Industrial Workers of the World (IWW), einer länderübergreifenden Gewerkschaft, deren Einfluss sich auf USA, Großbritannien, Kanada und Australien konzentriert. Die Sydney-Zwölf wurden am 23. September 1916 in Sydney, Australien wegen Landesverrat, Brandstiftung und Fälscherei nach dem Felony Act von 1848 in Haft genommen. Sie wurden aufgrund fadenscheiniger Beweise angeklagt, verurteilt und mit langjähriger Haft bestraft. Nach einem Regierungswechsel von der National Party zur Australian Labor Party im Jahre 1920, die eine Urteilsüberprüfung anordnete, wurden sie alle zwölf aus der Haft entlassen.

## Verhaftung
Es wird weitestgehend in der Australischen Arbeiterbewegung angenommen, dass die Männer wegen ihrer Aussagen und Kampf gegen den Ersten Weltkrieg und ihrer Opposition gegen die Wehrpflicht in Australien verfolgt wurden. Der frühere Premierminister der Australian Labor Party und spätere Nationalist Billy Hughes beschleunigte den Unlawful Associations Act (1916) innerhalb von fünf Tagen während des Dezember 1916 durch das Bundesparlament, woraufhin die Regierung die IWW zu einer unrechtmäßigen Vereinigung erklären konnte. 
Die Anklage gegen die Sydney-Zwölf wurde durch die Hysterie der Regierung gegen die IWW und die Situation im Ersten Weltkrieg befördert. Dies wurde deutlich im Fall des so genannten Tottenham-Mords am Polizei-Konstabler Duncan in Tottenham in New South Wales am 26. September 1916, in dem drei Mitglieder des IWW (Frank Franz, Roland Nicholas Kennedy und Herbert Kennedy) angeklagt wurden. Die Strafverfolgung konstruierte Verbindungen der Sydney-Zwölf und der IWW Sydneys zu dem Mord. Die Angeklagten Frank Franz und Roland Nicholas Kennedy wurden des Mordes für schuldig befunden und am 20. Dezember 1916 in Bathurst-Gefängnis hingerichtet, die erste Exekution in New South Wales seit zehn Jahren. Herbert Kennedy wurde freigesprochen.
Die Sydney-Zwölf waren John Hamilton, Peter Larkin, Joseph Fagin, William Teen, Donald Grant, Benjamin King, Thomas Glynn, Donald McPherson, Thomas Moore, Charles Reeve, William Beattie und Bob Besant. Sie wurden angeklagt und verurteilt. Die Urteile des Richter Pains für Hilton, Beatty, Fagin, Grant, Teen, Glynn und McPherson lauteten 15 Jahre Haft, 10 Jahre für Moore, Besant, Larkin und Reeve, fünf Jahre für King. Grant merkte nach der Urteilsverkündung an: „Fifteen years for fifteen words“ (15 Jahre für 15 Worte). 
Es gab eine aktive Kampagne gegen die Gefängnisstrafen der Sydney-Zwölf und anderer IWW-Mitglieder im Gefängnis, beispielsweise Tom Barker. Ein Verteidigungs- und Befreiungskomitee wurde auf Veranlassung von Henry Boote, Redakteur der Wochenzeitung der Australian Workers’ Union The Worker, und von Ernest Judd, delegiert von der Municipal Workers Union on Labor Council of New South Wales, eingerichtet. Unterstützer des Komitees waren Percy Brookfield aus Broken Hill, Mitglied der New South Wales Legislative Assembly, und der Schriftstellerin Lesbia Harford. Auch die Gewerkschaften der Ship Painters and Dockers Union waren in dieser Kampagne aktiv. 
Das Labor Council of New South Wales brachte einen Bericht zu diesem Fall im Jahre 1918 heraus und in der Recherche waren auch Juristen der Gewerkschaft beteiligt. Die Berichte deckten Unregelmäßigkeiten auf, beispielsweise hatte der Hauptzeuge Scully unrichtige Angaben vor Gericht gemacht.

## Urteilsaufhebung
Nachdem John Storey von der Australian Labor Party am 20. März 1920 in New South Wales zum Premierminister gewählt wurde,  wurde der Richter Norman Ewing beauftragt den Fall und das Urteil zu untersuchen. Der Richter fand heraus, dass Grant, Beattie, Larkin und Glynn in eine Verschwörung von aufrührerischer Natur involviert waren, aber dass sie empfahlen, diese nicht auszuführen. Sechs der Männer konnten keineswegs einer Verschwörung im rechtlichen Sinne überführt werden, fand der Richter heraus: Dies waren Teen, Hamilton, McPherson, Moore, Besant und Fagin. King war zwar der Verschwörung überführt worden, hatte aber auch vor einer Durchführung abgeraten. Reeve war rechtlich der Brandstiftung im Verfahren überführt worden. Jedoch hatte der Richter However, der die Urteile aussprach, auch hier übersehen, dass Reeve die Durchführung abgelehnt hatte. Zehn der Männer wurden daraufhin im August 1920 entlassen und King und Reeve kurz darauf.

## Arbeiterkultur
Der Folksänger Andy Irvine komponierte einen Song zur Erinnerung an die Sydney-Zwölf, genannt Gladiators, der auf im März 2001 aufgenommen wurde.